# Sandra Zaniewska
Sandra Zaniewska (* 3. Januar 1992 in Katowice) ist eine ehemalige polnische Tennisspielerin und heutige -trainerin.

## Karriere
2009 wurde Sandra Zaniewska Profispielerin. Auf ITF-Turnieren konnte sie bislang zehn Einzel- und sieben Doppeltitel gewinnen.
2012 qualifizierte sie sich erstmals für das Hauptfeld der Wimbledon Championships, sie schied allerdings in Runde eins gegen Peng Shuai aus.
Seit 2013 spielt sie in der deutschen Tennis-Bundesliga für den TC Blau-Weiss Berlin.
Seit Juni 2017 hat sie kein internationales Turnier gespielt. Sie wird in der Weltrangliste nicht mehr geführt.

## Turniersiege

### Einzel
| Nr. | Datum            | Turnier           | Kategorie   | Belag     | Finalgegnerin       | Ergebnis      |
| --- | ---------------- | ----------------- | ----------- | --------- | ------------------- | ------------- |
| 1.  | 9. August 2009   | Iława             | ITF $10.000 | Sand      | Zuzana Zlochová     | 6:4, 6:4      |
| 2.  | 20. Juni 2010    | Köln              | ITF $10.000 | Sand      | Julia Babilon       | 6:4, 6:4      |
| 3.  | 19. Juni 2011    | Köln              | ITF $10.000 | Sand      | Lena-Marie Hofmann  | 6:4, 6:2      |
| 4.  | 25. März 2012    | Ipswich           | ITF $25.000 | Sand      | Ashleigh Barty      | 7:65, 6:1     |
| 5.  | 1. April 2012    | Bundaberg         | ITF $25.000 | Sand      | Shūko Aoyama        | 6:3, 6:2      |
| 6.  | 29. April 2012   | Tunis             | ITF $25.000 | Sand      | Ons Jabeur          | 6:4, 4:6, 6:2 |
| 7.  | 3. November 2013 | Scharm El-Scheich | ITF $10.000 | Hartplatz | Valeria Prosperi    | 6:4, 6:1      |
| 8.  | 6. April 2014    | Scharm El-Scheich | ITF $10.000 | Hartplatz | Elena-Teodora Cadar | 6:2, 6:1      |
| 9.  | 24. April 2016   | Hammamet          | ITF $10.000 | Sand      | Angelica Moratelli  | 7:64, 6:2     |
| 10. | 1. Mai 2016      | Hammamet          | ITF $10.000 | Sand      | Inès Ibbou          | 6:1, 6:4      |

### Doppel
| Nr. | Datum              | Turnier           | Kategorie   | Belag             | Partnerin         | Finalgegnerinnen                          | Ergebnis           |
| --- | ------------------ | ----------------- | ----------- | ----------------- | ----------------- | ----------------------------------------- | ------------------ |
| 1.  | 2. Mai 2010        | Antalya           | ITF $10.000 | Sand              | Pemra Özgen       | Indire Akiki Martina Kubičíková           | 6:1, 6:2           |
| 2.  | 20. März 2011      | Antalya           | ITF $10.000 | Sand              | Pemra Özgen       | Réka Luca Jani Martina Kubičíková         | 2:6, 7:5, [10:7]   |
| 3.  | 25. März 2012      | Ipswich           | ITF $25.000 | Sand              | Monique Adamczak  | Shūko Aoyama Junri Namigata               | 7:5, 6:4           |
| 4.  | 21. Oktober 2012   | Limoges           | ITF $50.000 | Hartplatz (Halle) | Magda Linette     | Irena Pavlovic Stefanie Vögele            | 6:1, 5:7, [10:5]   |
| 5.  | 26. Oktober 2013   | Scharm El-Scheich | ITF $10.000 | Hartplatz         | Elise Mertens     | Walerija Strachowa Karina Venditti        | 6:4, 6:75, [12:10] |
| 6.  | 13. September 2014 | Batumi            | ITF $25.000 | Hartplatz         | An-Sophie Mestach | Aleksandrina Najdenowa Walerija Strachowa | 6:1, 6:1           |
| 7.  | 20. Juni 2015      | Alkmaar           | ITF $10.000 | Sand              | Sally Peers       | Anna Klasen Charlotte Klasen              | 6:3, 6:4           |

## Abschneiden bei Grand-Slam-Turnieren

### Einzel
| Turnier         | 2012 | Bilanz | Karriere |
| --------------- | ---- | ------ | -------- |
| Australian Open | —    | 0:0    | —        |
| French Open     | —    | 0:0    | —        |
| Wimbledon       | 1    | 0:1    | 1        |
| US Open         | —    | 0:0    | —        |